# Marielle Myhrberg
Marielle Lynn Nathalie Hochwälder, född Myhrberg, den 15 mars 1997 i Stockholm, är en svensk sångerska och dansare. Hon har tidigare varit medlem i musikgruppen Dolly Style, där hon innehade rollen som karaktären Polly.

## Dolly Style
Hochwälder (då med efternamnet Myhrberg) anslöt sig som karaktären Polly till musikgruppen Dolly Style i april 2015, dagen efter att dess tidigare sångerska, Emma Pucek, hade valt att lämna gruppen. Hon deltog sedan med gruppen, som på den tiden även bestod av Mikaela Samuelsson (Molly, senare Yolly) och Alexandra Salomonsson (Holly), i Melodifestivalen 2016 med bidraget "Rollercoaster", som tog sig fram till andra chansen.
Hochwälder och gruppen släppte, förutom melodifestivalsbidraget "Rollercoaster", även låtarna "Cherry Gum", "Upsy Daisy" och "Unicorns & Ice Cream" tillsammans, innan hon slutligen valde att lämna gruppen i augusti 2016, på grund av tidsbrist som medlem. Hennes sista framträdande med gruppen, strax innan hon blev ersatt av sångerskan Sarah von Reis, var under VOX-festivalen i Örebro, vilket var den 21 augusti 2016.